# Cziczirino (obwód wołogodzki)
Cziczirino (ros. Чичирино) – wieś w Rosji, w rejonie wożegodskim obwodu wołogodzkiego. W 2010 r. liczyła 2 mieszkańców.